# Mark Anthony Carpio
Mark Anthony Austria Carpio (Manila, ...) è un direttore di coro, pianista e controtenore filippino.

## Biografia
Si è laureato in discipline musicali nel 1992 all'Università delle Filippine e successivamente ha ottenuto il baccalaureato in pianoforte con il massimo dei voti e la lode. 
Nello stesso anno è stato invitato a far parte del coro Philippine Madrigal Singers (anche conosciuto con l'acromino Madz) in qualità di tenore primo e ben presto, date le sue eccellenti doti canore, ma anche musicali e umane, ha assunto il ruolo di solista e collaboratore della professoressa Andrea Veneracion direttrice e fondatrice del celebre coro filippino. Parallelamente ha continuato la sua attività di pianista in veste di solista e accompagnatore. Nel 1997 Carpio è stato invitato a far parte del Coro Giovanile Mondiale e nello stesso anno, nelle file dei tenori dei Philippine Madrigal Singers ha conseguito il Gran Premio Europeo di Canto Corale.
Nel 2001 è stata proprio la stessa professoressa Andrea Veneracion a nominarlo suo successore come direttore artistico dei Philippine Madrigal Singers alla guida dei quali ha conseguito importantissimi riconoscimenti tra cui il primo premio nel 2004 al Certamenes Internacional Habaneras y Polifonia di Torrevieja in Spagna (vincitori di tutte le categorie), nel 2006 ha portato i Madz alla vittoria al prestigioso 2006 Florilege Vocal de Tours a Tours, in Francia, ma la massima affermazione delle sue doti direttive è avvenuta nel 2007 quando ha condotto per la seconda volta i  Philippine Madrigal Singers sull'olimpo della coralità polifonica a cappella con la vittoria del Gran Premio Europeo di Canto Corale ad Arezzo in Italia.
Affianca alla sua attività di direttore dei Madz anche quella di Pianista e direttore del Kilyawan Boys Choir e del Pansol Community Choir attualmente si esibisce anche come solista nella veste di controtenore.